# السوق القديم
السوق القديم منطقة تقع بين بلغرا وشارع المستشفي بمدينة البيضاء في ليبيا. تأتي اهمية المنطقة لوجود السوق الفوقي بها، ويعتبر السوق القديم من مناطق البيضاء قديماً، وكانت توجد به كنيسة إيطالية أثناء الاستعمار الإيطالي لليبيا.